# Vịnh Saint Vincent

Vịnh Saint Vincent

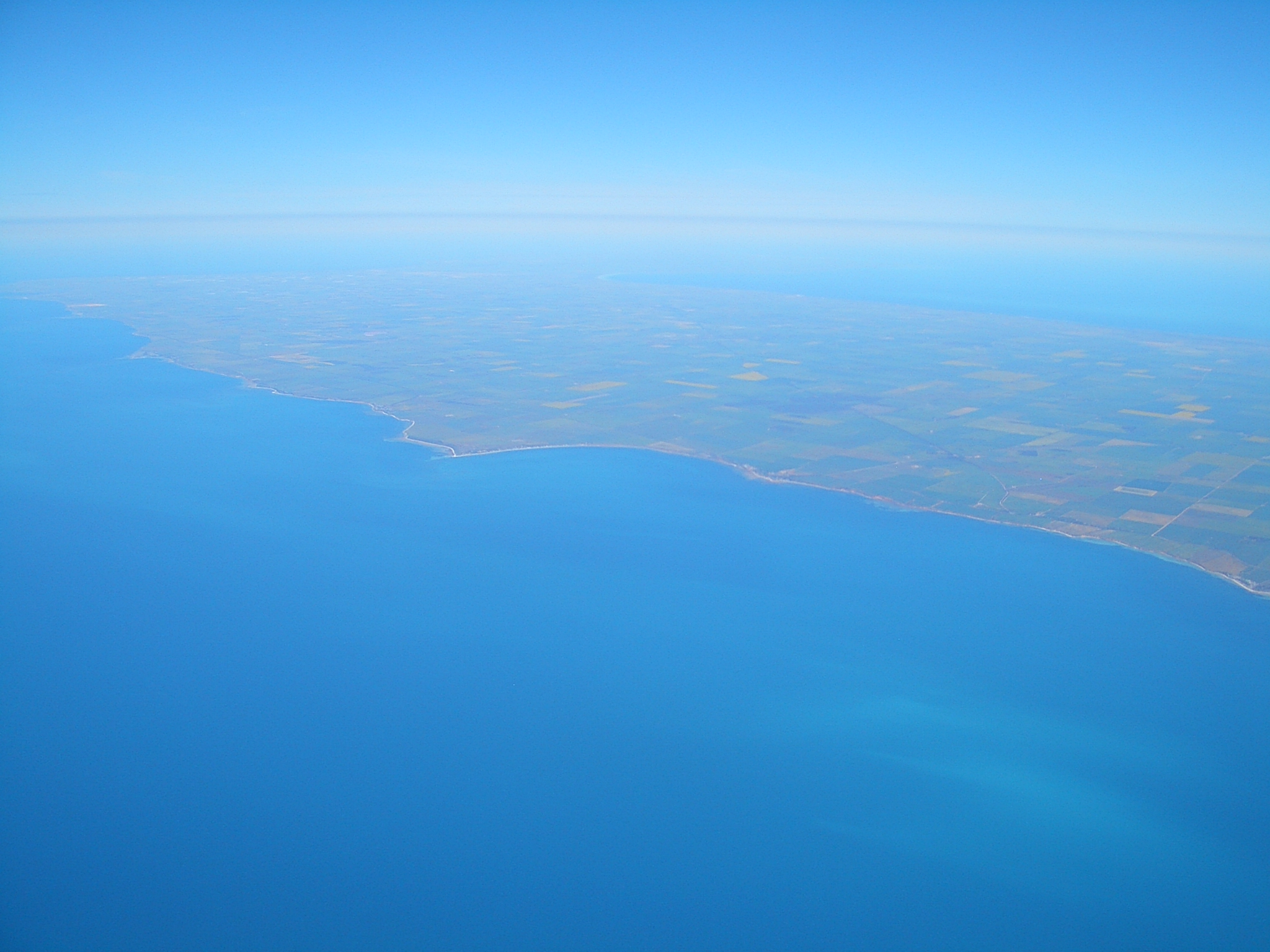
Vịnh Saint Vincent nhìn từ không gian

Vịnh Saint Vincent (tọa độ địa lý 35°1′N 138°4′Đ / 35,017°N 138,067°Đ) là một vịnh ngoài bờ phía nam của Úc, tại tiểu bang Nam Úc.

## Địa lý
Vịnh này giáp với bán đảo Yorke ở phía tây và bán đảo Fleurieu ở phía đông nam. Ở lối vào vịnh từ Nam Đại Dương tại phía tây nam là đảo Kangaroo. Thành phố Adelaide - thủ phủ của tiểu bang Nam Úc - nằm trên bờ phía đông của vịnh này. Các thành phố khác đáng chú ý trên bờ vịnh là Ardrossan, Port Wakefield, Edithburgh và Port Vincent.

## Tên gọi
Tên vịnh này do nhà thám hiểm ngưới Anh, thuyền trưởng Matthew Flinders đặt, để vinh danh vị chỉ huy hạm đội là đô đốc John Jervis (1735-1823), chức bá tước Saint Vincent.

## Động vật & thực vật
Vịnh này có nhiều sinh vật thuộc nhiều loài như động vật giáp xác (crustacea), giun nhiều tơ (polychaeta), động vật áo túi (sea squirt'), nhím biển (sea urchin) vv.... Tại cửa sông Port chảy vào vịnh có nhiều cây họ Rong lá lớn (zosteraceae).